# 477年
| 千纪： | 1千纪                                                                                           |
| 世纪： | 4世纪 \| 5世纪 \| 6世纪                                                                         |
| 年代： | 440年代 \| 450年代 \| 460年代 \| 470年代 \| 480年代 \| 490年代 \| 500年代                       |
| 年份： | 472年 \| 473年 \| 474年 \| 475年 \| 476年 \| 477年 \| 478年 \| 479年 \| 480年 \| 481年 \| 482年 |
| 纪年： | 丁巳年（蛇年）；北魏太和元年；南朝宋元徽五年，昇明元年；柔然永康十四年                          |

## 大事记
- 劉昱被蕭道成的黨羽楊玉夫所弒，蕭道成改立宋順帝劉準，獨攬朝政。

## 逝世
- 1月25日——蓋薩里克，汪達爾王國開國君王。
- 8月1日——劉昱，劉宋第八任皇帝，史稱「後廢帝」，宋明帝長子。